# Gryn von Treis

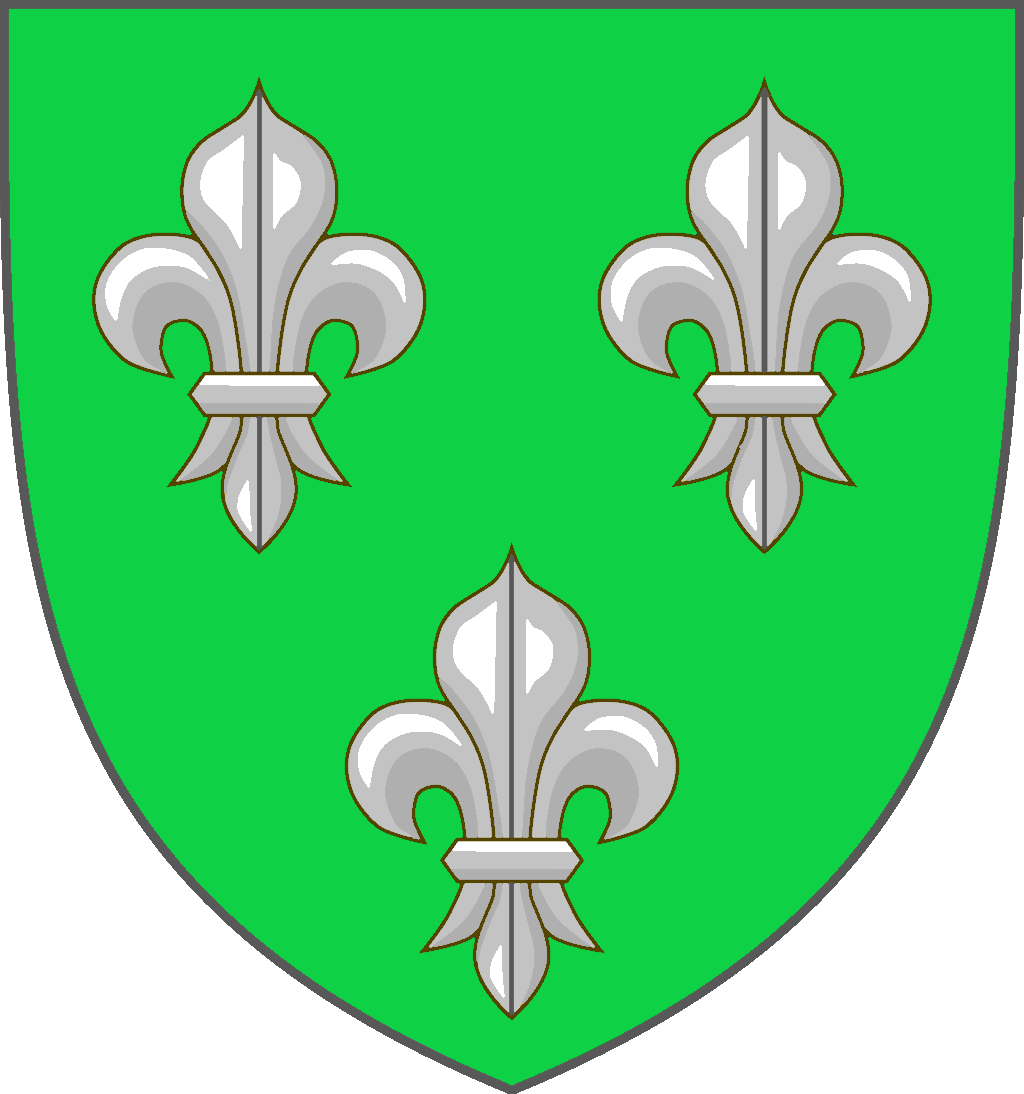
Wappen der Gryn von Treis

Die Gryn von Treis sind eines der Treiser Adelsgeschlechter.

## Geschichte
Das Geschlecht lässt sich anhand des Beinamens gut von anderen in dem Moselörtchen ansässigen Trierer Ministerialenfamilien unterscheiden. Ihr Name lebt noch heute in dem mundartlichen Namen „Grinserhof“ für Grenzhäuserhof fort. Ihr Name kommt auch in den Varianten Grien, Grün, Grein, Krein etc. vor und leitet sich von dem grünen Wappenschild mit 3 (2:1) silbernen Lilien ab, der sie von den Stetzges von Treis mit rotem Wappenschild unterschied. Die Wappenähnlichkeit und urkundliche Hinweise machen außerdem eine Verwandtschaft zu den Rittern von Monreal, von Owylre und von Klotten wahrscheinlich.
Diese Treiser Linie, die sich durch mehrere Stiftungen an regionale Klöster hervortat, ist nur über zwei Generationen im 13. und 14. Jahrhundert (bis 1325) nachweisbar, ihre Lieger Verwandten hingegen noch einhundert Jahre länger. Letztere lassen sich im Stift Münstermaifeld am dortigen St. Lubentius-Altar ab Ende des 14. bis ins zweite Drittel des 15. Jahrhunderts als Altaristen nachweisen.
Der erste sichere Urkundenbeleg für die Gryn von Treis datiert vom 27. August 1254 für die Brüder Theodor und Conrad Gryn von Treis. Damals schenkte ersterer dem Kloster Himmerod „seinen Hof auf dem Berge Tris“ und sein Bruder verkaufte demselben Kloster gleichzeitig seinen dortigen Besitz. Die beiden Brüder werden noch bis 1283 (Konrad) und 1406 (Theodor) erwähnt. Mit großer Wahrscheinlichkeit waren sie Söhne des 1254 erstmals erwähnten und vor 1297 gestorbenen Ywan von Treis.

## Wappen
Blasonierung: In Grün drei (2:1) silberne Lilien.